# Yfu
Youth For Understanding (YFU) (en español: Juventud para el Entendimiento) es una organización educativa, sin fines de lucro, sin filiación política, religiosa, ni racial, dedicada a promover la paz entre los pueblos del mundo y el entendimiento internacional, a través de sus programas de intercambios culturales. Este intercambio consiste en la convivencia con una familia en el extranjero, como miembro de la misma, asistiendo a un colegio secundario local, compartiendo la historia y cultura del país. Los programas de YFU se basan en, además de aprender un idioma, la idea de compartir culturas y aprender porqué la gente vive y piensa diferente. La YFU, es una de las mayores y más antiguas organizaciones de intercambio en el Mundo. 
Los países de habla hispana con organizaciones de YFU son:
- Argentina
- Chile
- Colombia
- Ecuador
- España
- México
- Paraguay
- Uruguay
- Venezuela

## La Visión
Youth For Understanding (YFU) es un movimiento mundial que trabaja con gobiernos, fundaciones, corporaciones, colegios y educadores mundiales comprometidos a preparar a los jóvenes para sus responsabilidades y desafíos en una comunidad interdependiente y cambiante. Siendo una de las organizaciones más antiguas, grandes y respetadas, YFU demuestra la excelencia en el campo de intercambio cultural estudiantil internacional, promoviendo la paz mundial.

## Historia
La Dra. Rachel Andresen fundó YFU en Ann Arbor, Míchigan, en 1951. Los primeros participantes fueron 75 estudiantes alemanes invitados a vivir con familias estadounidenses como parte de un esfuerzo, después de la Segunda Guerra Mundial, para restablecer la amistad internacional. El crecimiento global de la organización y la necesidad en la mejora de la calidad de los programas llevó a YFU, en 1964, a transformarse en una organización educacional sin fines de lucro.
Rachel notó que era imposible odiar a alguien (incluso a un país) que realmente conoces y entiendes. Este fue el concepto fundador de Youth for Understanding.
Cada año alrededor de 4500 estudiantes de todo el mundo participan en programas de YFU. Desde 1951 hasta hoy, lo han hecho más de 240.000 jóvenes.
YFU tiene su Centro Internacional en la ciudad de Washington D. C., Estados Unidos. En este complejo de oficinas se encuentra el Secretariado Internacional, la División de Finanzas Internacionales, el Departamento de Viajes y el Departamento de Mercadotecnia y Desarrollo, que dan un servicio a las oficinas de YFU en todo el mundo.